# Carriacou
Carriacou is een eiland in de Caraïbische Zee, bij de eilandengroep de Grenadines. Het is een afhankelijk gebied van het land Grenada. Ten noorden ervan ligt Saint Vincent en de Grenadines.

## Geografie
Het eiland is 34 km² groot, en heeft 4595 inwoners (1991).
De grootste nederzettingen zijn: Hillsborough, L'Esterre, Harvey Vale, en Windward. Nabij Carriacou ligt ook het eiland Petite Martinique, dat iets kleiner dan Carriacou is. Op het eiland zijn veel zandstranden en heuvels met groot uitzicht. Ook wordt Carriacou gekenmerkt door vele riffen. Door het ontbreken van rivieren op Carriacou voorziet de regen de bewoners van water. Binnen Grenada behoren Carriacou en Petite Martinique niet tot een parish, maar hebben een aparte status als dependency Carriacou en Petite Martinique.

## Naam
De naam van Carriacou komt van Kayryouacou, wat door de oorspronkelijke bewoners aan het eiland was gegeven, en wat Eiland van de Riffen betekent.

## Orkanen
In 2004 werd het eiland Grenada genadeloos getroffen door orkaan Ivan, maar Carriacou en Petite Martinique werden relatief veel minder beschadigd. In 2005 trok orkaan Emily over Carriacou, die alleen een ziekenhuis en een honderdtal huizen verwoestte.

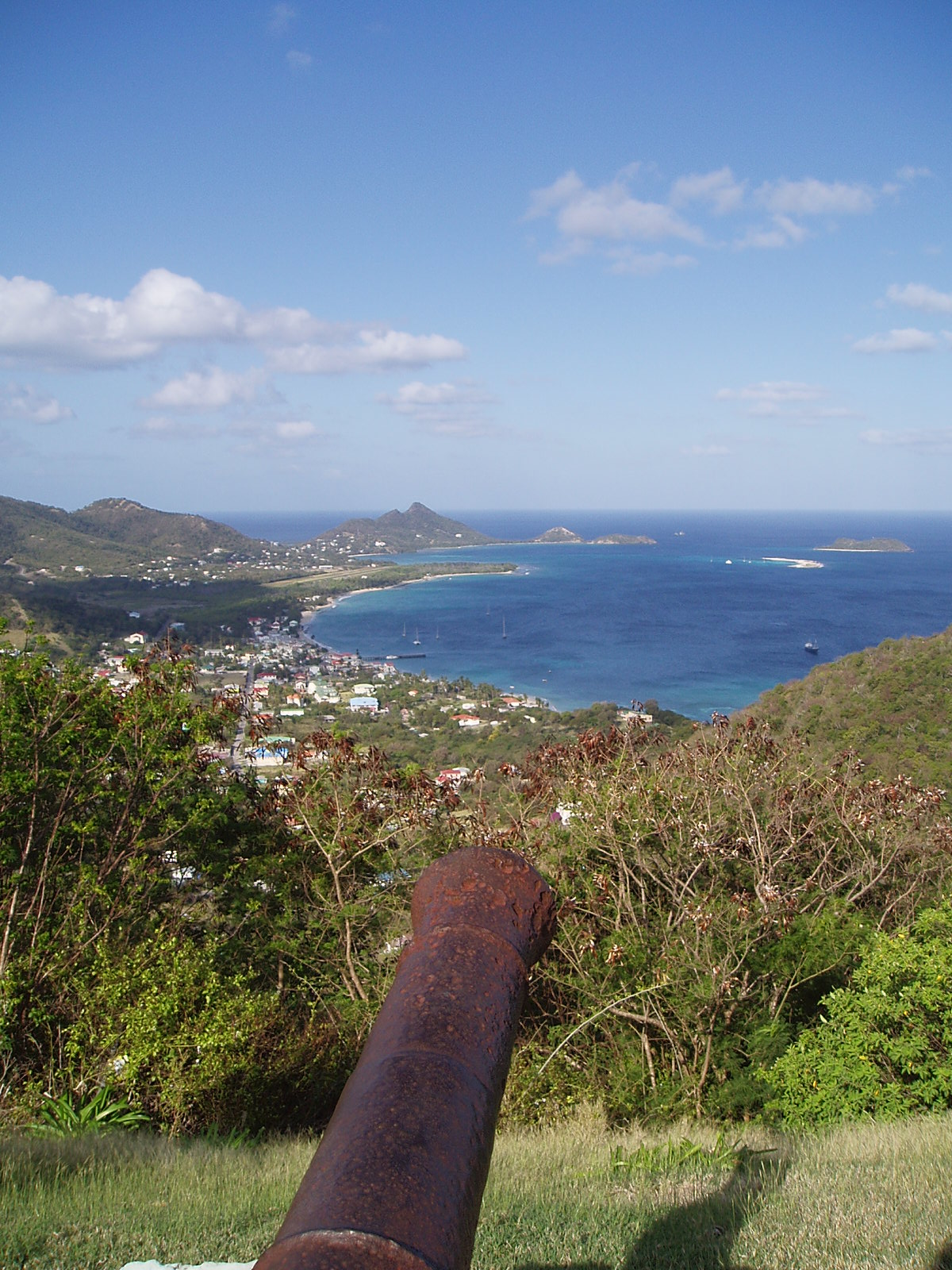
Uitzicht op Carriacou